# Edwin L. Marin
Edwin L. Marin (Jersey City, 21 febbraio 1899 – Los Angeles, 2 maggio 1951) è stato un regista statunitense. Nel corso della propria carriera diresse 58 film fra il 1932 ed il 1951, lavorando con attori come Anna May Wong, John Wayne, Peter Lorre, George Raft, Bela Lugosi, Judy Garland, Eddie Cantor e Hoagy Carmichael.

## Filmografia parziale
- Bacio mortale (The Death Kiss) (1932)
- A Study in Scarlet (1933)
- The Avenger (1933)
- La reginetta dei Sigma Chi (The Sweetheart of Sigma Chi) (1933)
- Bombay Express (Bombay Mail) (1934)
- The Crosby Case (1934)
- Affairs of a Gentleman (1934)
- Paris Interlude (1934)
- Sequoia, co-regia Chester M. Franklin (1934)
- La volontà occulta (The Garden Murder Case) (1936)
- Man of the People (1937)
- Listen, Darling (1938)
- A Christmas Carol (1938)
- Il manoscritto scomparso (Fast and Loose) (1939)
- Society Lawyer (1939)
- Lo stalliere e la granduchessa (Florian) (1940)
- Gold Rush Maisie (1940)
- Hullabaloo (1940)
- Paris Calling (1941)
- Invisible Agent (1942)
- Incontro all'alba (Two Tickets to London) (1943)
- Varietà (Show Business) (1944)
- Romanzo nel West (Tall in the Saddle) (1944)
- Onde insanguinate (Johnny Angel) (1944)
- Notturno di sangue (Nocturne) (1946)
- L'amore può aspettare (Mr. Ace) (1946)
- L'inafferrabile (Fighting Man of the Plains) (1949)
- Il passo dell'avvoltoio (Raton Pass) (1951)
- L'ultima sfida (Fort Worth) (1951)

### Aiuto regista
- Il bel contrabbandiere (Women Everywhere), regia di Alexander Korda (1930)